# Baskervilla
Baskervilla ist eine Pflanzengattung in der Familie der Orchideen (Orchidaceae). Die etwa zehn Arten sind in der Neotropis von Zentral- bis Südamerika verbreitet.

## Beschreibung

### Vegetative Merkmale
Die Baskervilla-Arten sind terrestrische, ausdauernde krautige Pflanzen. Das Rhizom ist eher kurz und aufsteigend. Die fleischigen, behaarten Wurzeln wachsen horizontal.
In einer grundständigen Rosette mehrere Laubblätter angeordnet und in Blattstiel sowie Blattspreite gegliedert. Die einfache Blattspreite ist oval bis lanzettlich geformt.

### Generative Merkmale
Der aufrechte, endständige, traubige Blütenstand ist in Abständen mit Hochblättern besetzt. Die zahlreichen, relativ kleinen Blüten stehen dicht beieinander oder locker, sie sind nicht resupiniert. Der zylindrische Fruchtknoten ist nicht gestielt. Die zwittrigen Blüten sind zygomorph und dreizählig. Die Sepalen sind  frei und ausgebreitet, die seitlichen sind an der Basis asymmetrisch. Die Petalen sind an ihrer Basis abrupt verschmälert (genagelt), der schmale Teil ist dorsal mit der Säule verwachsen, der breite, vordere Teil ist ausgebreitet bis zurückgeschlagen. Die Lippe ist am Grund mit der Säule verwachsen, dort ist sie mehr oder weniger schüssel- bis sackartig erweitert und mit einem Paar Lamellen am Punkt des Verwachsens versehen. Die Lamellen bilden so einen röhrigen Eingang zum Nektarium. Die Säule ist keulenförmig, ohne Fuß. Sie trägt am Ende die horizontal liegende Narbe, diese ist oval geformt und von einem wulstigen Rand umgeben. Das Trenngewebe zwischen Narbe und Staubblatt (Rostellum) ist deutlich ausgebildet. Das länglich-ovale Staubblatt sitzt dorsal am Ende der Säule, mit der es über ein kurzes, dickes Konnektiv verbunden ist. In zwei Kammern enthält es insgesamt vier Pollinien. Diese sind ungleich groß und etwa birnenförmig. Die langen Stiele aus umgebildeter Pollenmasse (Caudicel) hängen über ein kurzes, dreieckiges Verbindungsglied aus Säulengewebe (Hamulus) an der kleinen Klebscheibe (Viscidium).

## Standorte
Die Baskervilla-Arten kommen in Höhenlagen von 1000 bis 3300 Metern vor. Sie besiedeln Nebelwälder.

## Systematik und Verbreitung
Die Gattung Baskervilla wurde 1840 von John Lindley mit der Typusart Baskervilla assurgens in Genera and Species of Orchidaceous Plants Seite 505 aufgestellt. Der Gattungsname ehrt Thomas Baskerville (1812–1840), einen englischen Arzt und Botaniker.
Baskervilla kommt in größerem Höhenlagen von Nicaragua, Costa Rica und Panama vor, weiter südwärts entlang der Anden von Venezuela bis Peru. Baskervilla paranaensis hat ein Verbreitungsgebiet im Süden Brasiliens.
Die Gattung Baskervilla gehört zur Subtribus Cranichidinae aus der der Tribus Cranichideae in der Unterfamilie Orchidoideae innerhalb der Familie Orchidaceae.
Es gibt etwa zehn Baskervilla-Arten:
- Baskervilla assurgens Lindl.: Sie kommt in Kolumbien, Ecuador und Peru vor.[1]
- Baskervilla auriculata Garay: Es gibt zwei Varietäten:[1]
  - Baskervilla auriculata var. auriculata: Sie kommt in Ecuador vor.[1]
  - Baskervilla auriculata var. yungasensis T.Hashim.: Sie kommt in Bolivien vor.[1]
- Baskervilla boliviana T.Hashim.: Sie kommt in Bolivien vor.[1]
- Baskervilla colombiana Garay (Syn.: Baskervilla nicaraguensis Hamer & Garay): Sie kommt von Nicaragua bis ins südliche Venezuela vor.[1]
- Baskervilla leptantha Dressler: Sie kommt in Costa Rica vor.[1]
- Baskervilla machupicchuensis Nauray & Christenson: Sie kommt in Peru vor.[1]
- Baskervilla paranaensis (Kraenzl.) Schltr.: Sie kommt in Brasilien vor.[1]
- Baskervilla pastasae Garay: Sie kommt in Ecuador vor.[1]
- Baskervilla stenopetala Dressler: Sie kommt nur in Panama vor.[1]
- Baskervilla venezuelana Garay & Dunst.: Sie kommt von Kolumbien bis Guayana vor.[1]